# Linda Goblet
Linda Goblet (ca. 1975) is een Belgisch petanquer.

## Levensloop
Samen met Fabienne Berodynes behaalde Goblet zilver op de Wereldspelen van 1997 in het Finse Lahti in het onderdeel 'doubles'. Op de Wereldspelen van 2001 in het Japanse Akita behaalde ze samen met Nancy Barzin goud in ditzelfde onderdeel.
Daarnaast werd ze in 2000 samen met Nancy Barzin, Henriette Odena en Fabiene Berdoyes in het Portugese São Brás de Alportel wereldkampioene in de 'triplette'. Eerder behaalde ze met Fabienne Berdoyes, Nancy Barzin en Claude Herin in 1998 brons in de 'triplette' te Stockholm.
Goblet is afkomstig uit Rochefort. Haar broer Julien is eveneens actief in het petanque.